# Scalaridelphys
Scalaridelphys — це вимерлий рід ссавців пізньої крейди (турону) формації Straight Cliffs штату Юта. Спочатку названий як Scalaria у 2020 році, назва роду була змінена на Scalaridelphys у 2021 році, коли авторам повідомив Б. Крейслер, що назва Scalaria вже використовується для застарілого роду черевоногих, названого Жаном Батистом Ламарком у 1801 році. Відомі два види Scalaridelphys: типовий вид S. martini та S. aquilana.